# C20H16N2O4
化学式C20H16N2O4（摩尔质量：348.352 g/mol）可以指：
- (+)-喜树碱，CAS号：7689-03-4
- 2,5-二(苯基氨基)-1,4-苯二甲酸，CAS号：10109-95-2
- N,N-双(2,5-二羟基苯亚甲基)-1,2-苯二胺，CAS号：154198-33-1

|  | 这个同类索引页列出了具有相同分子式的化学物（即同分異構體）条目。 除非您是有意链接至本页，否则应将相应条目的内部链接指向正确的条目。 |